# 台灣地基主信仰
臺灣地基主信仰是臺灣祭拜地點所在地主亡魂。被視為神明，多等節慶設置香案，以菜餚、紙錢祭拜地基主。

## 信仰起源
現時地基主信仰起源及意涵說法不一，概列說法如下。

### 一般亡靈說
因此現代民間流傳是原先住在這個房子的人，其祖先牌位遷走了，但是依附在牌位的鬼魂還停留在這房屋內，無人祭祀；或者之前在這片土地上生活，卻無嗣而亡，因而成為住宅的「守護靈」。

### 平埔族原住民祖靈說
也有一說，源自於臺灣平埔族將亡故親人埋葬在床底下或住家附近的葬禮文化，因此平埔族人認為祖靈不只能庇佑族人宗親，亦是土地的保護神。
但泉州、漳州一帶及澎湖、金門也祭拜地基之神的信仰，而該地素無平埔族原住民存在。可參見下說「地神說」，「冥界土地所有權的代表神」。

### 屋神說
在古代中國的五祀、七祀中皆有中霤神，古人對與食、衣、住、行有關者，皆祀之，五祀：門（正門之門神）、戶（側門之門神）、井（井之水神）、灶（灶神）、中霤、行（道路神），另有一說再加入床（床神）、廁（廁神）為七祀。

### 武夷君說
中國有「買地券」的土地信仰。

### 拜法

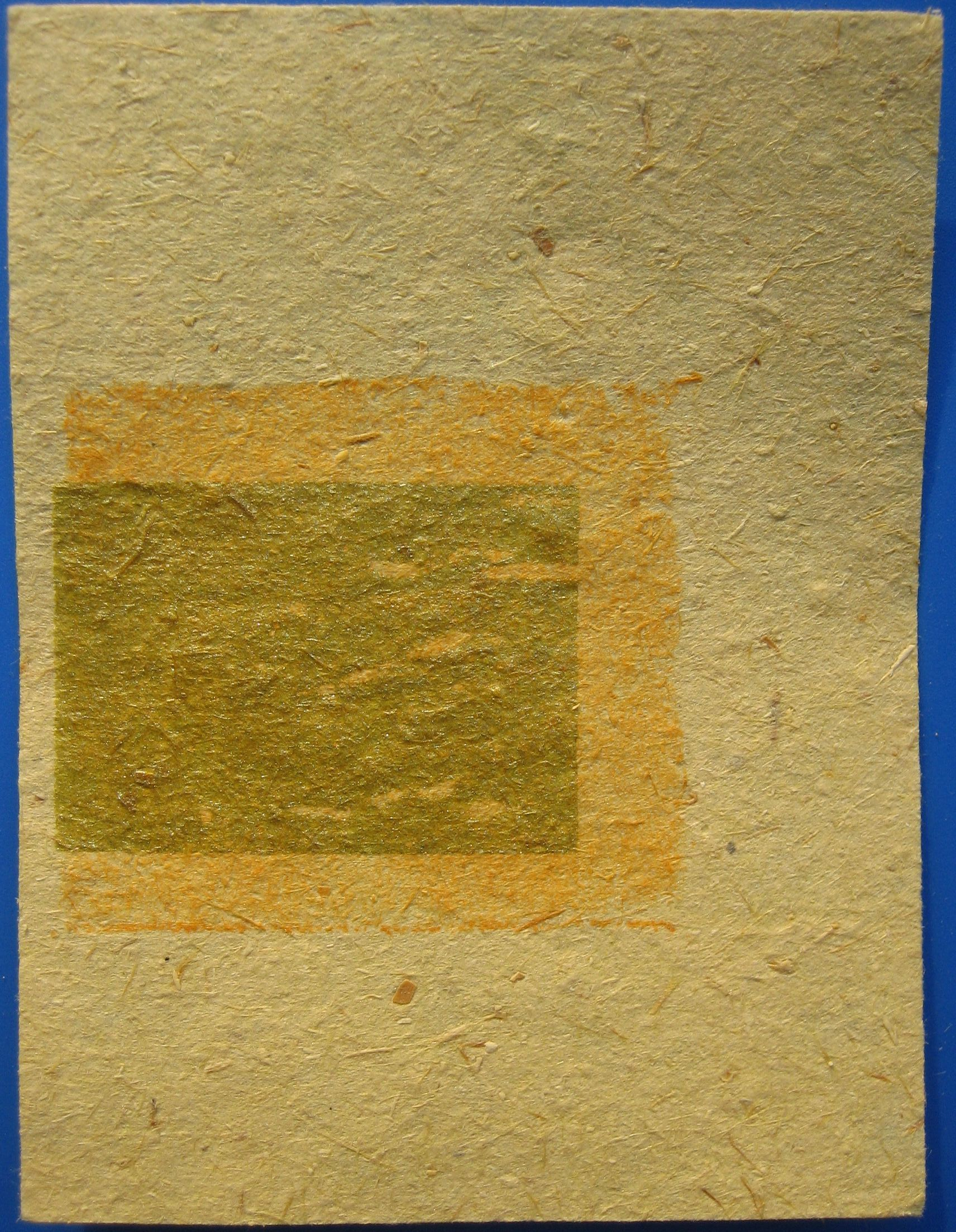
刈金

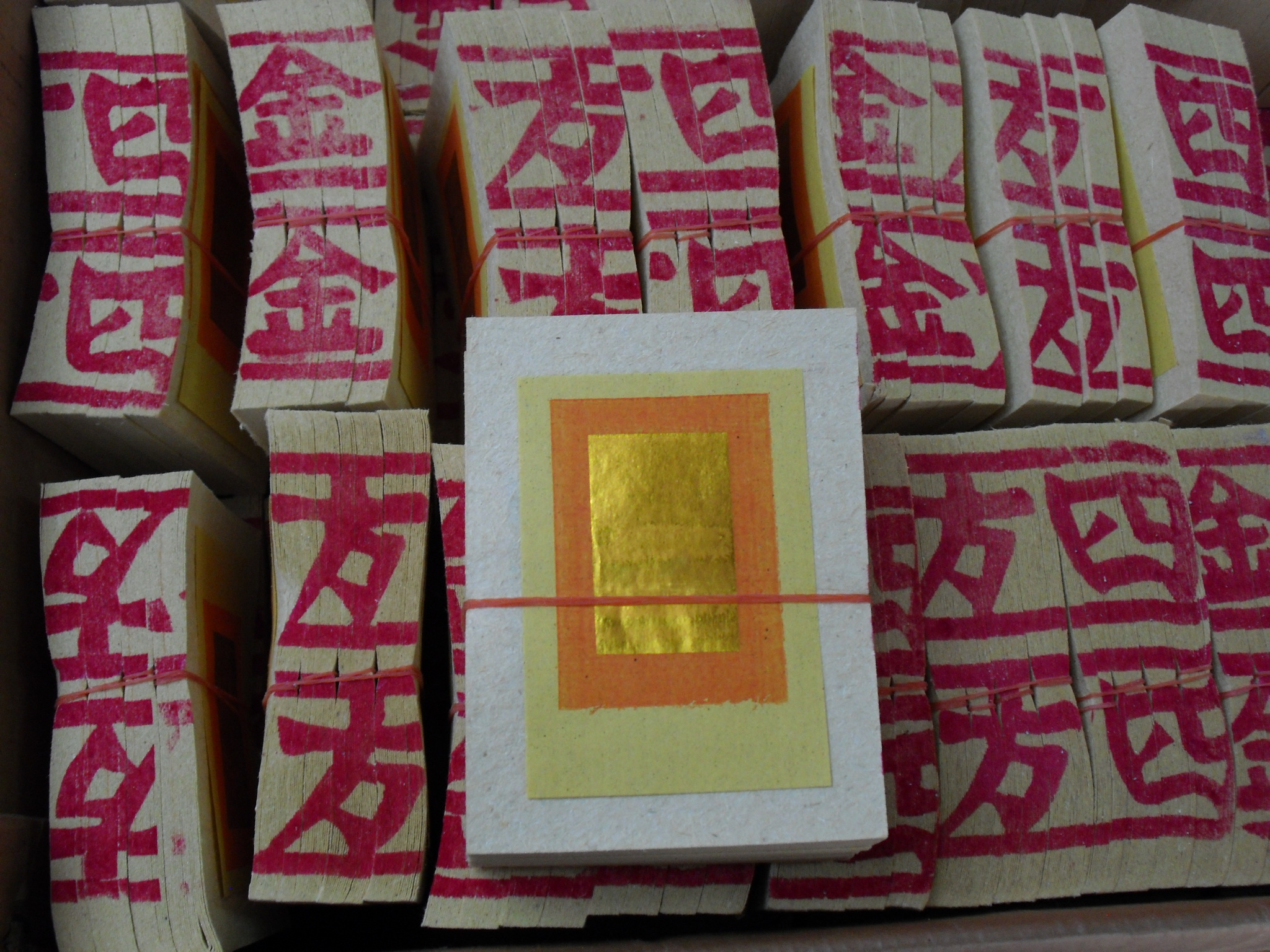
四方金

一般臺灣人常會在小年夜、除夕、上元節、清明節、小清明、端午節、中元節、中秋節、重陽節、冬至等節慶，與舊曆每月初二、十六作牙祭拜土地神時加以祭拜（或者初一、十五禮佛時），時間日出到日落皆可。
以一碗盛白米作為香爐，點燃三線香，插香後，即向其禱告「煩請地基主移駕，到金爐領用財帛」（如有準備「經衣」，則必須先燒），開始燒紙錢。紙錢燒好之後，擲筊杯詢問地基主「祭典是否圓滿，可否撤收供品？」如果不行，則應該稍待一下。

## 相关條目
- 土地公
- 境主公
- 城隍爺
- 鬼神

## 附註
1. ↑  . 臺語信望愛.   [2023-01-23]. （原始内容存档于2021-04-27）. 土地ê第一個所有者ê地主。孝地基主＝祭拜地基主ê亡魂。
2. ↑  . 教育部臺灣閩南語常用辭典.   [2023-01-23]. （原始内容存档于2021-05-17）. 原地主過世後的靈體則被稱為地基主。是臺灣民間經常祭拜的神明。
3. ↑  金門官澳楊氏家廟的奠安磚契：「……陰陽二路，物各有主。立陰陽契字人武夷山王有地基一所，在福建省金門縣浯洲嶼十七都陽田保官澳鄉達山堂。東至青龍嶺，西至白虎巖，南至朱雀塔，北至玄武池，上至蒼天，下至冥地，六至界明。」
4. ↑  宋紹興十九年（1149）「買地券」：「維紹興十九年歲次己□ 十月二十三日 戊寅，大宋國管內泉州府晉江縣晉江鄉臨江里，故助教郭三郎、太孺聶十五娘，於本縣本鄉鸞歌里上得辛兗山，來龍乾亥入路，兗仙□穴□，甲卯向，發□水，折艮癸，歸艮甲，長流甲，分九萬九千九百九十貫，就地主封侯明王邊買地一穴，當得張堅固、李庭度、地下武夷王同共給，與故亡人郭助教及本孺女葬永古為祖。東至青龍，西至白虎，南至朱雀，北至玄武，上至青天，下至黃泉。應地下諸神惡鬼，不得妄亂侵佔。太上老君急急如律令，陰陽事□□□（符箓，抄略）。」